# Districte de Karachi (Índia Britànica)
El districte de Karachi fou una antiga divisió administrativa de l'Índia Britànica, província de Sind, després del Pakistan. Fou substituïda per la divisió de Karachi i des del 2001 pel "Districte de la Ciutat de Karachi", de reduïdes dimensions abraçant la ciutat i rodalia. La capital era la ciutat de Karachi.
La superfície era de 31.002 km². El riu Hab formava el seu límit occidental (que el separava de l'estat de Las Bela) i l'Indus l'oriental. El Hajamrb i el Baghar són afluents de l'Indus a la zona. La població era:
- 1872: 442.177
- 1881: 495.860
- 1891: 571.951
- 1901: 607.828 (abans de la segregació de talukes per formar el districte de Larkana)
- 1902: 446.513 (abans de la segregació de talukes per formar el districte de Larkana)

Administrativament la formaven 9 talukes i tres àrees especials:
- Kohistan mahal
- Keti mahal
- Manjhand mahal

- Kotri
- Karachi
- Tatta
- Mirpur Sakro
- Ghotabari
- Mirpur Batoro
- Sujawal
- Jati
- Shahbandar

Hi havia cinc ciutats i municipalitats: Karachi, capital província, de districte de tahsil, Keti, Kotri, Manjhand i Tatta; i 628 pobles. La ciutat de Karachi formava una administració separada sota un subcol·lector. La taluka de Karachi mesurava 4346 km² amb una població de 136.297 habitants el 1901 i tenia capital a la ciutat de Karachi (116.663 habitants el 1901), comptant amb 14 pobles, 

## Història
L'àrea de Karachi era coneguda pels antics grecs per diversos noms: Krokola, el lloc on Alexandre Magne va acampar per a preparar una flota amb destí a Babilònia després de la campanya a la Vall de l'Indo; Morontobara (probablement l'illa de Manora prop del port de Karachi), des d'on va salpar Nearchus, l'almirall de la flota macedònica; i Barbarikon, un port del regne indogrec de Bactrània. Després va ser coneguda pels àrabs com a Debal, el punt de partida de Muhammad bin Qasim i el seu exèrcit l'any 712 dC.
Després del domini califal va sorgir l'emirat de Sind o de Mansura fins que el país fou dominat per Mahmud de Gazni en una data situada entre 1005 i 1019 segons les fonts. La Gaseta Imperial de l'Índia dona com a dates de domini del 1019 al 1026; després va seguir la dinastia Sumra fundada per un vassall gaznèvida; el 1333 els samma procedents de Kutch es van establir a Sehwan i després a Tatta (Thatta), i els van substituir vers 1336. Els prínceps samma eren hindús (o budistes) però van ser convertits a l'islam a final del segle i van governar de manera independent tot i que nominalment subjectes a Delhi. Tatta va esdevenir el centre polític i comercial del Sind.
El 1521 Shah Beg de Kandahar, fundador de la dinastia Arghun, va derrotar el darrer sobirà samma i va dominar Sind. La mort del fill de Shah Beg, Hasan (1554), encara un nen, va extingir la branca directe de la dinastia; altres governants van seguir fins al 1591 quan el darrer Mirza Jam Beg o Janibeg fou derrotat per Akbar el Gran i va esdevenir una suba de l'Imperi Mogol. Jam beg va passar als servei de l'imperi i va rebre Tatta en jagir i el virregnat de Sind hereditari, fins que Jahangir va abolir el virregnat hereditari i va nomenar el càrrec directament.
El lloc de la ciutat va ser visitat per l'almirall otomà Sidi Ali Reis a la dècada de 1550 i va ser mencionat en el seu llibre Mirat ul Memalik (El Mirall dels Països), el 1557 dC. Karachi va ser fundada com a Kolachi per les tribus balutxes de Balutxistan i Makran, qui varen establir una petita comunitat de pescadors a l'àrea. Descendents de la comunitat original encara viuen a l'àrea de la petita illa d'Abdullah Goth, localitzada prop del port de Karachi. El nom d'aquest assentament encara roman en el nom de la famosa localitat de Mai Kolachi, a la ciutat.
El llogaret que després creixeria fora dels seus límits era coneguda com a Kolachi-jo-Goth (El llogaret de Kolachi en hindi).A finals del segle XVII el poblat comerciava al llarg del Mar d'Aràbia amb Muscat i amb la regió del Golf Pèrsic. Una petita fortalesa va ser construïda per a protegir-la, proveïda de canons importats des de Muscat. El fortí posseïa dues entrades principals: una de cara al mar, coneguda com a Kharra Darwaaza (Porta Salobre, en al·lusió a l'aigua salada) i l'altra mirant cap al riu Lyari, coneguda amb el nom de Meet'ha Darwaaza (Porta Dolça) (Mithadar). La localització d'aquestes portes correspon a les àrees modernes de Kharadar i Mithadar respectivament.
A l'enfonsament dels mogols van prendre el poder els kalhores (1719-1783) suplantats després pels talpurs. L'any 1792 els talpurs van arrabassar Kolachi o Karachi al kan de Kalat que hi exercia jurisdicció. Els talpurs es van dividir aviat en tres branques, cadascuna regint una part del Sind sense relació amb les altres dues. Una petita factoria va ser oberta pels britànics el setembre de 1799, però fou tancada un any després. Els britànics van intentar fer tractats amb els tres mirs però la desconfiança entre les branques no ho va fer possible. El 1838 els talpurs es van oposar a la marxa dels britànics cap a l'Afganistan. Quan Shah Shuja fou posat al tron afganès, els mirs de Sind van haver de pagar els retards del tribut degut a l'emir de l'Afganistan i permetre l'establiment d'una força britànica al Sind; com que no van poder pagar foren requerits a cedir territoris; els talpurs van intentar resistir i van atacar Hyderabad on hi havia la residència britànica. Això va iniciar el conflicte. La Companyia Britànica de les Índies Orientals va conquistar el poble el 3 de febrer de 1839. Al final de la guerra es va produir l'annexió del Sind incloent la zona de Karachi el 1843. El districte es va constituir tot seguit dins la presidència de Bombai; el 1861 se li va afegir la taluka Shabandar que pertanyia a Hyderabad, però el 1901 se'n van segregar tres talukes per formar el nou districte de Larkana.

## Llocs interessants
- Restes a Tatta o Thata (tonbes, inscripcions, mesquites i una fortalesa construïda el 1688)
- Ruïnes de Bhambore
- Ruïnes de Lahori, Kakar, Bukera, Samui, Fathbagh, Kat Bambhan, Jun, Than, Badin, Tur, Daro i Lohan.
- Forts de Charlo Chakar i Raniji.